# Championnat de France masculin de handball de deuxième division 2018-2019
Navigation
Proligue 2017-2018 Proligue 2019-2020
La Proligue 2018-2019 est la soixante-septième édition du Championnat de France masculin de handball de deuxième division et la deuxième sous le nom de Proligue.
Pour cette saison, une nouvelle formule est mise en place : si le premier à l'issue de la phase régulière est toujours promu en Starligue, il doit également prendre part à une phase finale dont le vainqueur est désigné champion de Proligue,.
La phase finale ne remet pas en cause le classement de la phase régulière, puisque le C' Chartres Métropole handball, premier de la phase régulière, s'impose en finale face à son dauphin, l'Union sportive de Créteil handball. Les deux clubs retrouvent ainsi la Starligue.
En bas du classement, l'Eurométropole Strasbourg Schiltigheim Alsace Handball, Caen Handball sont relégués en Nationale 1. Mais, au cours de l'été, les rétrogradations en Nationale 1 du Grenoble Saint-Martin-d'Hères Métropole Isère Handball puis du Saint-Marcel Vernon sont confirmés par la Commission d’appel de la CNCG. Le club alsacien est repêché.

## Formule
La Proligue est disputée par 14 clubs en deux phases : une phase régulière et une phase finale.
À l'issue de la phase régulière, le premier est promu en Starligue mais doit dorénavant passer par une phase finale qui détermine le Champion de Proligue et le second promu, :
- des barrages sont disputés en aller et retour entre les clubs classés de la 3e à la 6e place (le 3e contre le 6e et le 5e contre le 5e, le mieux classé recevant au match retour). Les deux vainqueurs de ces rencontres participeront à un grand Final Four où ils retrouveront les deux premiers de la phase régulière. En cas d'égalité, l'équipe qui aura marqué le plus grand nombre de buts à l'extérieur se qualifiera pour les phases finales. En cas d'égalité parfaite, il y aura une prolongation de 2 x 5 minutes puis une éventuelle séance de jets de 7 mètres en cas de nouvelle égalité à l'issue de cette prolongation.
- une finale à quatre est ensuite organisée sur deux jours consécutifs entre les vainqueurs des matchs de barrage et les clubs ayant terminé aux 2 premières places de la phase régulière. Le club classé premier à l'issue de la phase régulière affronte le vainqueur des barrages le moins bien classé à l'issue de la phase régulière. Le vainqueur de cette phase finale est déclaré champion de Proligue et accède également en Lidl Starligue. Dans le cas où le club qui termine premier à l'issue de la phase régulière gagne la phase finale, c'est le finaliste qui l'accompagne en Lidl Starligue. En cas d'égalité, il y aura une prolongation de 2 x 5 minutes puis une éventuelle séance de jets de 7 mètres en cas de nouvelle égalité à l'issue de cette prolongation.

En bas du classement, les deux derniers sont relégués en Nationale 1.

## Les clubs participants
| \| Nancy Vernon Cherbourg Grenoble Limoges Dijon Sélestat Chartres Caen Nice Strasbourg Saran Créteil Massy \| Localisation des clubs engagés dans le championnat. |
| Nancy Vernon Cherbourg Grenoble Limoges Dijon Sélestat Chartres Caen Nice Strasbourg Saran Créteil Massy                                                           |

| Club                               | Classement 2017-2018 | Entraîneur             | Salle                                                                 | Capacité théorique |
| ---------------------------------- | -------------------- | ---------------------- | --------------------------------------------------------------------- | ------------------ |
| Saran Loiret Handball              | 13e (D1)             | Fabien Courtial        | Halle du Bois Joly Palais des sports d'Orléans                        | 850 3 222          |
| Massy Essonne Handball             | 14e (D1)             | Tarik Hayatoune        | Centre Pierre-de-Coubertin, Massy Gymnase Mares-Yvon, St-Michel/Orge  | 800 2 000          |
| Sélestat Alsace handball           | 3e (5e en SR)        | Christophe Viennet     | CSI Sélestat                                                          | 2 300              |
| C' Chartres Métropole handball     | 4e (2e en SR)        | Jérôme Delarue         | Halle Jean-Cochet                                                     | 1 200              |
| Dijon Métropole Handball           | 5e (3e en SR)        | Ulrich Chaduteaud      | Palais des sports Jean-Michel-Geoffroy                                | 3 200              |
| Union sportive de Créteil handball | 6e                   | Pierre Montorier       | Palais des sports Robert-Oubron                                       | 2 398              |
| Saint-Marcel Vernon                | 7e                   | Benjamin Pavoni        | Gymnase du Grévarin                                                   | 1 300              |
| Caen Handball                      | 8e                   | Pascal Mahé            | Palais des sports de Caen                                             | 2 950              |
| Limoges Hand 87                    | 9e                   | Nenad Stanic           | Salle Henri-Normand                                                   | 1 300              |
| Grand Nancy Métropole Handball     | 10e                  | Stéphane Plantin       | Parc des Sports de Vandœuvre Nations                                  | 1 950              |
| Cavigal Nice Handball              | 11e                  | Eduard Fernández Roura | Salle Pasteur                                                         | 600                |
| JS Cherbourg                       | 12e                  | Nicolas Tricon         | Complexe Sportif de Chantereyne                                       | 2 600              |
| Grenoble St-Martin-d'Hères MIH     | 1er (Nat. 1)         | Aziz Benkahla          | Halle Pablo Neruda                                                    | 620                |
| Strasbourg Schiltigheim AHB        | 4e (Nat. 1)          | Johann Lhou Moha       | Gymnase des Malteries, Schiltigheim Gymnase de la Rotonde, Strasbourg | 1 200 1 500        |

## Saison régulière

### Modalités
Le classement est défini ainsi :
1. le plus grand nombre de points (2 points pour une victoire, 1 point pour un nul, aucun point pour une défaite, le total pouvant être minoré de points de pénalité)
2. le plus grand nombre de points obtenu dans les confrontations entre les équipes à égalités
3. la plus grande différence de buts dans les confrontations entre les équipes à égalités
4. le plus grand nombre de buts marqués à l'extérieur dans les confrontations entre les équipes à égalités
5. la plus grande différence de buts dans tous les matchs de la compétition
6. le plus grand nombre de buts marqués dans tous les matchs de la compétition
7. le plus grand nombre de buts marqués à l'extérieur dans tous les matchs de la compétition

### Classement
|    | Équipe                         | Pts | J  | G  | N | P  | Bp  | Bc  | Diff | Dép     |
| -- | ------------------------------ | --- | -- | -- | - | -- | --- | --- | ---- | ------- |
| 1  | C' Chartres MHB                | 46  | 26 | 22 | 2 | 2  | 822 | 726 | 96   | --      |
| 2  | US Créteil                     | 39  | 26 | 18 | 3 | 5  | 725 | 649 | 76   | --      |
| 3  | Dijon Métropole Handball       | 37  | 26 | 17 | 3 | 6  | 738 | 679 | 59   | --      |
| 4  | Grand Nancy Métropole Handball | 35  | 26 | 16 | 3 | 7  | 712 | 698 | 14   | --      |
| 5  | Massy Essonne Handball R       | 32  | 26 | 15 | 2 | 9  | 719 | 676 | 43   | --      |
| 6  | Limoges Hand 87                | 31  | 26 | 14 | 3 | 9  | 731 | 670 | 61   | --      |
| 7  | Saran Loiret HB R              | 30  | 26 | 14 | 2 | 10 | 763 | 764 | -1   | --      |
| 8  | Sélestat Alsace handball       | 23  | 26 | 10 | 3 | 13 | 690 | 695 | -5   | --      |
| 9  | JS Cherbourg                   | 20  | 26 | 8  | 4 | 14 | 707 | 760 | -53  | --      |
| 10 | Cavigal Nice Handball          | 17  | 26 | 5  | 7 | 14 | 743 | 791 | -48  | 3 p.    |
| 11 | Saint-Marcel Vernon            | 17  | 26 | 7  | 3 | 16 | 650 | 705 | -55  | 1 p.    |
| 12 | Grenoble SMH38 P               | 16  | 26 | 7  | 2 | 17 | 678 | 725 | -47  | 2p., +2 |
| 13 | Strasbourg Schiltigheim AHB P  | 16  | 26 | 6  | 4 | 16 | 744 | 785 | -41  | 2p., -2 |
| 14 | Caen Handball                  | 5   | 26 | 1  | 3 | 22 | 681 | 780 | -99  | --      |

Légende
- Promu en Starligue
et qualifié pour les demi-finales.
- Qualifié pour les demi-finales.
- Qualifié pour les barrages.
- Repêché malgré une relégation sportive.
- Relégation sportive en Nationale 1.
- Rétrogradation administrative en Nationale 1[3],[4].
- P : Promu de Nationale 1 en 2018.
- R : Relégué de Division 1 en 2018.

Classement officiel

### Matchs
| Résultats (dom.\ext.)                                      | Caen  | Char  | Cher  | Créteil | Dijon | Gre   | Limog | Massy | Nancy | Nice  | Saran | Stras | Séles | SMV   |
| Caen Handball                                              |       | 34-35 | 28-31 | -       | -     | 24-27 | -     | -     | -     | -     | 30-34 | -     | 28-26 | -     |
| C' Chartres MHB                                            | -     |       | -     | -       | 35-33 | -     | 23-23 | -     | 29-28 | 35-34 | -     | 35-29 | -     | -     |
| JS Cherbourg                                               | -     | -     |       | 25-25   | 25-28 | -     | -     | 21-32 | 24-29 | -     | -     | 37-33 | -     | -     |
| US Créteil                                                 | 29-23 | 29-28 | -     |         | -     | -     | -     | -     | -     | -     | 32-28 | 29-26 | 30-25 | 28-27 |
| Dijon Métropole Handball                                   | -     | -     | -     | -       |       | -     | 30-26 | -     | 34-27 | -     | -     | 29-27 | -     | -     |
| Grenoble SMH38                                             | -     | -     | 25-25 | -       | 26-23 |       | -     | -     | -     | -     | 31-35 | -     | -     | 30-23 |
| Limoges Hand 87                                            | -     | -     | -     | 28-25   | -     | 26-21 |       | 29-28 | -     | -     | -     | -     | 29-27 | 31-21 |
| Massy Essonne Handball                                     | 31-30 | -     | -     | -       | 29-24 | 26-21 | -     |       | -     | -     | -     | -     | 25-25 | 30-24 |
| Grand Nancy Métropole Handball                             | 31-26 | -     | -     | 24-21   | -     | -     | 27-22 | -     |       | 31-25 | 26-26 | -     | -     | -     |
| Cavigal Nice Handball                                      | 33-28 | -     | 29-30 | 29-29   | -     | 28-28 | -     | 24-24 | -     |       | -     | -     | -     | -     |
| Saran Loiret HB                                            | -     | 22-33 | -     | -       | 28-26 | -     | 25-24 | 34-31 | -     | 34-27 |       | -     | -     | -     |
| Strasbourg Schiltigheim AHB                                | -     | -     | -     | -       | -     | 27-26 | 32-31 | 31-32 | 29-33 | -     | -     |       | 27-32 | -     |
| Sélestat Alsace handball                                   | -     | 24-27 | 25-25 | -       | -     | 28-27 | -     | -     | -     | 30-26 | 23-24 | -     |       | -     |
| Saint-Marcel Vernon                                        | -     | 21-26 | 22-22 | -       | 22-31 | -     | -     | -     | 26-27 | 24-24 | -     | 27-24 | -     |       |
| - Victoire à domicile - Match nul - Victoire à l'extérieur |       |       |       |         |       |       |       |       |       |       |       |       |       |       |

## Phase finale

### Tableau
|  | Barrages | Barrages                       | Barrages                        | Barrages                   |                 |                 | Demi-finales                    | Demi-finales                    | Demi-finales                    | Demi-finales                    |  |  | Finale                          | Finale                          | Finale                          | Finale                          |
|  |          |                                |                                 |                            |                 |                 |                                 |                                 |                                 |                                 |  |  |                                 |                                 |                                 |                                 |
|  |          |                                |                                 |                            |                 |                 | 18/05/2019, 15h00, Saint-Brieuc | 18/05/2019, 15h00, Saint-Brieuc | 18/05/2019, 15h00, Saint-Brieuc | 18/05/2019, 15h00, Saint-Brieuc |  |  | 19/05/2019, 16h00, Saint-Brieuc | 19/05/2019, 16h00, Saint-Brieuc | 19/05/2019, 16h00, Saint-Brieuc | 19/05/2019, 16h00, Saint-Brieuc |
|  |          |                                |                                 |                            |                 |                 | 18/05/2019, 15h00, Saint-Brieuc | 18/05/2019, 15h00, Saint-Brieuc | 18/05/2019, 15h00, Saint-Brieuc | 18/05/2019, 15h00, Saint-Brieuc |  |  | 19/05/2019, 16h00, Saint-Brieuc | 19/05/2019, 16h00, Saint-Brieuc | 19/05/2019, 16h00, Saint-Brieuc | 19/05/2019, 16h00, Saint-Brieuc |
|  |          |                                |                                 |                            |                 |                 | 18/05/2019, 15h00, Saint-Brieuc | 18/05/2019, 15h00, Saint-Brieuc | 18/05/2019, 15h00, Saint-Brieuc | 18/05/2019, 15h00, Saint-Brieuc |  |  | 19/05/2019, 16h00, Saint-Brieuc | 19/05/2019, 16h00, Saint-Brieuc | 19/05/2019, 16h00, Saint-Brieuc | 19/05/2019, 16h00, Saint-Brieuc |
|  |          |                                |                                 |                            |                 |                 | 18/05/2019, 15h00, Saint-Brieuc | 18/05/2019, 15h00, Saint-Brieuc | 18/05/2019, 15h00, Saint-Brieuc | 18/05/2019, 15h00, Saint-Brieuc |  |  | 19/05/2019, 16h00, Saint-Brieuc | 19/05/2019, 16h00, Saint-Brieuc | 19/05/2019, 16h00, Saint-Brieuc | 19/05/2019, 16h00, Saint-Brieuc |
|  |          |                                |                                 |                            |                 |                 | 18/05/2019, 15h00, Saint-Brieuc | 18/05/2019, 15h00, Saint-Brieuc | 18/05/2019, 15h00, Saint-Brieuc | 18/05/2019, 15h00, Saint-Brieuc |  |  | 19/05/2019, 16h00, Saint-Brieuc | 19/05/2019, 16h00, Saint-Brieuc | 19/05/2019, 16h00, Saint-Brieuc | 19/05/2019, 16h00, Saint-Brieuc |
|  | 1er      | C' Chartres MHB                | 26                              | 26                         |                 |                 |                                 |                                 |                                 |                                 |  |  | 19/05/2019, 16h00, Saint-Brieuc | 19/05/2019, 16h00, Saint-Brieuc | 19/05/2019, 16h00, Saint-Brieuc | 19/05/2019, 16h00, Saint-Brieuc |
|  | 1er      | C' Chartres MHB                | 26                              | 26                         | 8 et 11/05/2019 |                 |                                 |                                 |                                 |                                 |  |  | 19/05/2019, 16h00, Saint-Brieuc | 19/05/2019, 16h00, Saint-Brieuc | 19/05/2019, 16h00, Saint-Brieuc | 19/05/2019, 16h00, Saint-Brieuc |
|  |          |                                | 5e                              | Massy Essonne Handball *   | 25              | 25              |                                 |                                 |                                 |                                 |  |  | 19/05/2019, 16h00, Saint-Brieuc | 19/05/2019, 16h00, Saint-Brieuc | 19/05/2019, 16h00, Saint-Brieuc | 19/05/2019, 16h00, Saint-Brieuc |
|  | 5e       | Massy Essonne Handball         | 5e                              | Massy Essonne Handball *   | 25              | 25              | 20                              | 30                              |                                 |                                 |  |  | 19/05/2019, 16h00, Saint-Brieuc | 19/05/2019, 16h00, Saint-Brieuc | 19/05/2019, 16h00, Saint-Brieuc | 19/05/2019, 16h00, Saint-Brieuc |
|  | 5e       | Massy Essonne Handball         | 18/05/2019, 18h00, Saint-Brieuc |                            |                 |                 | 20                              | 30                              |                                 |                                 |  |  | 19/05/2019, 16h00, Saint-Brieuc | 19/05/2019, 16h00, Saint-Brieuc | 19/05/2019, 16h00, Saint-Brieuc | 19/05/2019, 16h00, Saint-Brieuc |
|  | 4e       | Grand Nancy Métropole Handball | 19                              | 25                         |                 |                 |                                 |                                 |                                 |                                 |  |  | 19/05/2019, 16h00, Saint-Brieuc | 19/05/2019, 16h00, Saint-Brieuc | 19/05/2019, 16h00, Saint-Brieuc | 19/05/2019, 16h00, Saint-Brieuc |
|  | 4e       | Grand Nancy Métropole Handball | 19                              | 25                         | 1er             | C' Chartres MHB | 33                              | 33                              |                                 |                                 |  |  |                                 |                                 |                                 |                                 |
|  |          |                                |                                 |                            | 1er             | C' Chartres MHB | 33                              | 33                              |                                 |                                 |  |  |                                 |                                 |                                 |                                 |
|  |          |                                | 2e                              | US Créteil                 | 32              | 32              |                                 |                                 |                                 |                                 |  |  |                                 |                                 |                                 |                                 |
|  |          |                                |                                 |                            | 32              | 32              |                                 |                                 |                                 |                                 |  |  |                                 |                                 |                                 |                                 |
|  |          |                                |                                 |                            |                 |                 |                                 |                                 |                                 |                                 |  |  |                                 |                                 |                                 |                                 |
|  |          |                                |                                 |                            |                 |                 |                                 |                                 |                                 |                                 |  |  |                                 |                                 |                                 |                                 |
|  | 2e       | US Créteil                     | 35                              | 35                         |                 |                 |                                 |                                 |                                 |                                 |  |  |                                 |                                 |                                 |                                 |
|  | 2e       | US Créteil                     | 35                              | 35                         | 8 et 11/05/2019 |                 |                                 |                                 |                                 |                                 |  |  |                                 |                                 |                                 |                                 |
|  |          |                                | 3e                              | Dijon Métropole Handball * | 26              | 26              |                                 |                                 |                                 |                                 |  |  |                                 |                                 |                                 |                                 |
|  | 6e       | Limoges Hand 87                | 3e                              | Dijon Métropole Handball * | 26              | 26              | 25                              | 20                              |                                 |                                 |  |  |                                 |                                 |                                 |                                 |
|  | 6e       | Limoges Hand 87                |                                 |                            |                 |                 |                                 | 20                              |                                 |                                 |  |  |                                 |                                 |                                 |                                 |
|  | 3e       | Dijon Métropole Handball       | 25                              | 22                         |                 |                 |                                 |                                 |                                 |                                 |  |  |                                 |                                 |                                 |                                 |
|  | 3e       | Dijon Métropole Handball       | 25                              | 22                         |                 |                 |                                 |                                 |                                 |                                 |  |  |                                 |                                 |                                 |                                 |
|  |          |                                |                                 |                            |                 |                 |                                 |                                 |                                 |                                 |  |  |                                 |                                 |                                 |                                 |

*Remarque : Chartres affronte le vainqueur des barrages le moins bien classé à l'issue de la phase régulière.

### Barrages
| Équipe 1                    | Score   | Équipe 2                            | Aller   | Retour  |
| --------------------------- | ------- | ----------------------------------- | ------- | ------- |
| [5e] Massy Essonne Handball | 50 – 44 | [4e] Grand Nancy Métropole Handball | 20 – 19 | 30 – 25 |
| [6e] Limoges Hand 87        | 45 – 47 | [3e] Dijon Métropole Handball       | 25 – 25 | 20 – 22 |

### Demi-finales
| 18 mai 2019 15h00 | C' Chartres MHB      | 26 - 25   | Massy Essonne Handball | Salle Steredenn, Saint-Brieuc Arbitrage : David Christmann, Thomas Iltis |
| 18 mai 2019 15h00 | Sergiy Onufriyenko 8 | (11 - 10) | Luka Brkljacic 9       | Salle Steredenn, Saint-Brieuc Arbitrage : David Christmann, Thomas Iltis |
| 18 mai 2019 15h00 | ×1 ×7                | Rapport   | ×1 ×4                  | Salle Steredenn, Saint-Brieuc Arbitrage : David Christmann, Thomas Iltis |

Si Chartres est déjà assuré d'évoluer en Division 1 en 2019-2020 et ne joue "que" pour le titre honorifique de champion de France, Massy espère bien retrouver l'élite un an après l'avoir quittée. Ce sont pourtant les Chartrains qui prennent le meilleur départ (4-1, 11e minute), avant de voir les Massicois profiter des pertes de balle pour recoller au score (7-7, 20e minute). De quoi offrir une fin de période équilibrée, et un léger avantage aux Euréliens à la pause (11-10). Au retour des vestiaires, les coéquipiers du chartrain Nebojša Grahovac (15 arrêts à 41 %) profitent des errances offensives franciliennes pour prendre une avance de 5 buts (16-11, 37e minute). Cet écart n'est finalement pas décisif puisque Massy et Luka Brkljacic (9 buts) reviennent finalement peu à peu dans le match et pour égalisent dans le money-time (24-24, 57e minute). De quoi offrir une dernière minute irrespirable, conclue par le huitième but de Sergiy Onufriyenko à 50 secondes du terme et un double-arrêt de Grahovac dans les ultimes secondes.
---
| 18 mai 2019 18h00 | US Créteil         | 35 - 26   | Dijon Métropole Handball | Salle Steredenn, Saint-Brieuc Arbitrage : Yann Carmaux, Julien Mursch |
| 18 mai 2019 18h00 | Javier Borragan 13 | (15 - 15) | trois joueurs            | Salle Steredenn, Saint-Brieuc Arbitrage : Yann Carmaux, Julien Mursch |
| 18 mai 2019 18h00 | ×1 ×3              | Rapport   | ×0 ×3                    | Salle Steredenn, Saint-Brieuc Arbitrage : Yann Carmaux, Julien Mursch |

Après la victoire de Chartres lors de la première demi-finale, le vainqueur était assuré de retrouver la Lidl Starligue. L'entame de la rencontre est en faveur de Dijon, qui profite des parades de Wassim Helal pour faire un premier écart (1-4, 9e minute), avant de voir les Cristoliens recoller immédiatement (5-5, 13e minute). Les bases sont alors posées pour un mano a mano entre deux équipes qui se rendent coup pour coup et rejoindre les vestiaires dos à dos (15-15). La reprise est du même acabit, avant de voir les coéquipiers d'un Javier Borragan incandescent (13 buts) faire une première différence (24-21, 45e minute). Plus frais et plus justes, les Franciliens font ensuite enfler cet avantage jusqu’au coup de sifflet final avec un +9 qui ne reflète pas l'écart entre les deux équipes. Créteil retrouve ainsi l'élite deux ans après sa descente.

### Finale
| 19 mai 2019 16h00 | C' Chartres MHB      | 33 - 32   | US Créteil      | Salle Steredenn, Saint-Brieuc Arbitrage : Karim et Raouf Gasmi |
| 19 mai 2019 16h00 | Sergiy Onufriyenko 7 | (14 - 16) | Boïba Sissoko 8 | Salle Steredenn, Saint-Brieuc Arbitrage : Karim et Raouf Gasmi |
| 19 mai 2019 16h00 | ×1 ×2 ×1             | Rapport   | ×2 ×9           | Salle Steredenn, Saint-Brieuc Arbitrage : Karim et Raouf Gasmi |

Leader au terme de la saison régulière, Chartres a confirmé sa domination sur cette saison 2018/2019 en remportant le titre de champion de Proligue face à Créteil. Lors de la première période, les Cristoliens, portés par les 13 arrêts à 50 % (20 arrêts finalement) de Mickaël Robin, prennent vite l’avantage (4-6, 11e minute). Handicapés par l’exclusion de Youssef Benali, les Chartrains encaissent le coup (9-13, 22e minute), mais grâce notamment à leur gardien Ricardo Candeias, ils atteignent la mi-temps avec deux longueurs de retard (14-16). Au retour de la pause, les Euréliens profitent des exclusions temporaires adverses pour s’installer aux commandes de la rencontre (19-17, 36e minute) et même prendre jusqu'à 5 longueurs d'avance (29-24, 48e minute). Mais les Cristolliens et Boïba Sissoko une nouvelle fois impeccable (8 buts) ne s'avouent pas vaincus et après une folle fin de match, égalisent à trois minutes du buzzer (32-32, 57e minute). Une sprint fou finalement vain, puisque les Chartrains ne se laissent pas déborder, pour conclure la rencontre avec un petit but d’avance…

## Statistiques et récompenses

### Meilleurs handballeurs de la saison
La liste des nommés pour les Trophées LNH 2019 a été dévoilé le 22 mai. Pour établir les lauréats, 35 % du vote de tous les joueurs de LNH, 35 % du vote des entraîneurs, 15 % de celui du public et 15 % de celui de la Presse quotidienne régionale sont pris en compte
L'équipe-type a été révélée le 30 mai, tandis que le choix du meilleur joueur, du meilleur espoir et de l'entraîneur de l'année est annoncé le vendredi 7 juin lors d'une soirée de gala à Paris.
| Catégorie                                 | Joueur                       | Catégorie              | Joueur                        |
| Meilleur gardien de but                   | Mickaël Robin (Créteil)      | Meilleur défenseur     | Johann Caron (Massy)          |
| Meilleur gardien de but                   | Wassim Helal (Dijon)         | Meilleur défenseur     | Igor Mandić (Limoges)         |
| Meilleur gardien de but                   | Obrad Ivezić (Nancy)         | Meilleur défenseur     | Guynel Pintor (Créteil)       |
| Meilleur ailier gauche                    | Boïba Sissoko (Créteil)      | Meilleur ailier droit  | Matthieu Drouhin (Saran)      |
| Meilleur ailier gauche                    | Yann Ducreux (Nancy)         | Meilleur ailier droit  | Youenn Cardinal (Cherbourg)   |
| Meilleur ailier gauche                    | William Manebard (Cherbourg) | Meilleur ailier droit  | Jan Sobol (Dijon)             |
| Meilleur arrière gauche                   | Robin Molinié (Chartres)     | Meilleur arrière droit | Sergiy Onufriyenko (Chartres) |
| Meilleur arrière gauche                   | Romuald Kollé (Saran)        | Meilleur arrière droit | Javier Borragán (Créteil)     |
| Meilleur arrière gauche                   | Pierrick Naudin (Dijon)      | Meilleur arrière droit | Michele Skatar (Strasbourg)   |
| Meilleur demi-centre                      | Romain Ternel (Limoges)      | Meilleur pivot         | Youssef Benali (Chartres)     |
| Meilleur demi-centre                      | Antoine Blanc (Nancy)        | Meilleur pivot         | Andrea Parisini (Strasbourg)  |
| Meilleur demi-centre                      | Luka Brkljacic (Massy)       | Meilleur pivot         | Marc Poletti (Dijon)          |
| Meilleur espoir                           | William Benezit (Chartres)   | Meilleur entraîneur    | Jérôme Delarue (Chartres)     |
| Meilleur espoir                           | Edgar Dentz (Nancy)          | Meilleur entraîneur    | Pierre Montorier (Créteil)    |
| Meilleur espoir                           | Lucas Ferrandier (Créteil)   | Meilleur entraîneur    | Stéphane Plantin (Nancy)      |
| Meilleur espoir                           | Gabriel Nyembo (Selestat)    | Meilleur entraîneur    | -                             |
| Meilleur espoir                           | Lilian Pasquet (Dijon)       | Meilleur entraîneur    | -                             |
| Meilleur joueur : Boïba Sissoko (Créteil) |                              |                        |                               |

### Meilleurs buteurs
Au terme de la saison, les meilleurs buteurs sont :
| #  | Joueur             | Club                               | Buts / Tirs | % Tir   | MJ | BPM  | Ch.       | 7m        |
| -- | ------------------ | ---------------------------------- | ----------- | ------- | -- | ---- | --------- | --------- |
| 1  | Matthieu Drouhin   | Saran Loiret Handball              | 204 / 261   | 78,16 % | 26 | 7,85 | 87 / 126  | 117 / 135 |
| 2  | Luka Brkljacic     | Massy Essonne Handball             | 184 / 319   | 57,68 % | 27 | 6,81 | 102 / 215 | 82 / 104  |
| 3  | Youenn Cardinal    | JS Cherbourg                       | 171 / 258   | 66,28 % | 26 | 6,58 | 114 / 188 | 56 / 70   |
| 4  | Pierrick Naudin    | Dijon Métropole Handball           | 167 / 265   | 63,02 % | 27 | 6,19 | 118 / 199 | 50 / 66   |
| 5  | Sergiy Onufriyenko | C' Chartres Métropole handball     | 162 / 255   | 63,53 % | 26 | 6,23 | 136 / 220 | 26 / 35   |
| 6  | Boïba Sissoko      | Union sportive de Créteil handball | 161 / 236   | 68,22 % | 26 | 6,19 | 120 / 178 | 41 / 58   |
| 7  | Corentin Boe       | Saint-Marcel Vernon                | 161 / 282   | 57,09 % | 25 | 6,44 | 107 / 210 | 54 / 72   |
| 6  | Romuald Kolle      | Saran Loiret Handball              | 150 / 246   | 60,98 % | 24 | 6,25 | 150 / 246 | 0 / 0     |
| 9  | Javier Borragan    | Union sportive de Créteil handball | 142 / 248   | 57,26 % | 28 | 5,07 | 122 / 220 | 20 / 28   |
| 10 | Yann Ducreux       | Grand Nancy Métropole Handball     | 141 / 197   | 71,57 % | 28 | 5,04 | 102 / 144 | 39 / 53   |

## Bilan de la saison
| Description                                                    | Club                | Commentaire                                     |
| Accession en Starligue                                         |                     |                                                 |
| Premier de la saison régulière et vainqueur de la phase finale | C' Chartres MHB     | Retour en D1 après 3 saisons Champion de France |
| Finaliste de la phase finale                                   | US Créteil          | Retour en D1 après 2 saisons                    |
| Relégations depuis la Starligue                                |                     |                                                 |
| Avant-dernier                                                  | Cesson Rennes       | Retour en D2 après 10 saisons                   |
| Dernier                                                        | Pontault-Combault   | Retour en D2 après 1 saison                     |
| Relégations en Nationale 1                                     |                     |                                                 |
| Dernier                                                        | Caen Handball       | Retour en N1 après 3 saisons                    |
| Relégation administrative                                      | Grenoble SMH38      | Retour en N1 après 1 saison                     |
| Relégation administrative                                      | Saint-Marcel Vernon | Retour en N1 après 2 saisons                    |
| Promotions depuis la Nationale 1                               |                     |                                                 |
| 1er de la poule d'accession                                    | Billère Handball    | Retour en D2 après 1 saison en N1               |
| 2e de la poule d'accession                                     | Grand Besançon DHB  | Retour en D2 après 1 saison en N1               |
| 3e de la poule d'accession                                     | Valence Handball    | Retour en D2 après 2 saisons en N1              |